# Мякинен, Каарло
Каарло Эдвин «Мякис-Калле» Мякинен (фин. Kaarlo Edvin "Mäkis-Kalle" Mäkinen; 14 мая 1892, Мариехамн, Аландские острова, Великое княжество Финляндское, Российская империя — 11 мая 1980,  Турку, Финляндия) — финский борец вольного и греко-римского стиля, чемпион и серебряный призёр Олимпийских игр, чемпион Финляндии 1923 и 1928 года по вольной борьбе, призёр чемпионатов мира, чемпион Финляндии 1921 и 1923 года по греко-римской борьбе.

## Биография
Каарло Мякинен одинаково хорошо боролся как по правилам вольной, так и по правилам греко-римской борьбы.
На Летних Олимпийских играх 1920 года в Антверпене выступал в полулёгком весе. Борьба проходила по правилам Catch As Catch Can, напоминающим правила современной вольной борьбы. Схватка по регламенту турнира продолжалась 10 минут, финальные схватки три раунда по 10 минут. Турнир проводился по системе с выбыванием после поражения; выигравшие во всех схватках боролись в финале, проигравшие в полуфинале боролись за третье место. В категории боролись 10 спортсменов 
| Круг | Соперник   | Страна                    | Результат | Основание | Время схватки |
| ---- | ---------- | ------------------------- | --------- | --------- | ------------- |
| 1    | Сэм Герсон | Соединённые Штаты Америки | Поражение | По очкам  | -             |

Проиграв первую схватку на соревнованиях больше не выступал.
В 1921 и в 1922 годах выступал на чемпионатах мира по греко-римской борьбе и оба раза попал на пьедестал.
На Летних Олимпийских играх 1924 года в Париже выступал в весовой категории до 58 килограммов (легчайший вес). Турнир в вольной борьбе проводился по системе с выбыванием из борьбы за чемпионский титул после поражения, с дальнейшими схватками за второе и третье места. Схватка продолжалась 20 минут и если победитель не выявлялся в это время, назначался дополнительный 6-минутный раунд борьбы в партере. В категории боролись 15 спортсменов.
| Круг                      | Соперник          | Страна                    | Результат | Основание | Время схватки |
| ------------------------- | ----------------- | ------------------------- | --------- | --------- | ------------- |
| 1                         | Гастон Дюкайл     | Франция                   | Победа    | По очкам  | -             |
| 2                         | Гарольд Сансум    | Великобритания            | Победа    | По очкам  | -             |
| Полуфинал                 | Рагнар Ларссон    | Швеция                    | Победа    | Туше      | -             |
| Финал                     | Кустаа Пихлаямяки | Финляндия                 | Поражение | По очкам  | -             |
| Полуфинал за второе место | Сонни Дарби       | Великобритания            | Победа    | По очкам  | -             |
| Финал за второе место     | Брайан Хайнс      | Соединённые Штаты Америки | Победа    | По очкам  | -             |

На Летних Олимпийских играх 1928 года в Амстердаме боролся в весовой категории до 58 килограммов (легчайший вес). Регламент турнира остался прежним. В категории боролись 8 спортсменов.
| Круг      | Соперник       | Страна                    | Результат | Основание | Время схватки |
| --------- | -------------- | ------------------------- | --------- | --------- | ------------- |
| 1         | Гарольд Сансум | Великобритания            | Победа    | По очкам  | -             |
| Полуфинал | Эдмонд Спапен  | Бельгия                   | Победа    | По очкам  | -             |
| Финал     | Роберт Хьюитт  | Соединённые Штаты Америки | Победа    | По очкам  | -             |